# Palouse (Washington)
Palouse je grad u američkoj saveznoj državi Washington. Prema popisu stanovništva iz 2010. u njemu je živjelo 998 stanovnika.